# Chlenias dolichoptila
Chlenias dolichoptila là một loài bướm đêm trong họ Geometridae.